# Мир Мирза Бег I
Мир Мирза Бег I (курд. Mîr Elî beg II, ум. в 1899 г.) — эмир Шейхана и всех езидов, правивший с 1879 по 1899 гг.

## Семья
Мирза Бег родился в семье Мира Хусейн Бега. Правил Шейханом после своего отца Мира Хусейн Бега.

## Биография
Мир Мирза Бег был свергнут езидами из-за измены и сотрудничества с Фриком-пашой, который совершил массовою резню езидов и осквернил езидскую святыню.